# Bertiella
Bertiella  is een geslacht van schimmels behorend tot de familie Massarinaceae.

## Soorten
Volgens Index Fungorum telt het geslacht zes soorten (peildatum april 2022):
| Soortnaam                                       | Auteur(s)                           | Publicatiejaar |
| ----------------------------------------------- | ----------------------------------- | -------------- |
| Bertiella botryosa                              | Morgan                              | 1904           |
| Bertiella ellipsoidea                           | Ekanayaka, Q. Zhao & K.D. Hyde      | 2016           |
| Bertiella fici                                  | Tennakoon, C.H. Kuo & K.D. Hyde     | 2021           |
| Bertiella gelatinosa                            | D.A.C. Almeida, Gusmão & A.N. Mill. | 2017           |
| Bertiella rhodospila (Spletig knapzakzwammetje) | (Berk. & M.A. Curtis) M.E. Barr     | 1986           |
| Bertiella striatispora                          | Niranjan & V.V. Sarma               | 2019           |